# Рубец-Масальский, Фёдор Васильевич
Фёдор Васильевич Рубец-Масальский (до 1 декабря 1916 года носил фамилию Рубец; 16 сентября 1865 — не ранее 1918) — генерал-лейтенант Российской императорской армии, участник Китайского похода и Первой мировой войны. Кавалер ордена Святого Георгия 4-й степени и Георгиевского оружия.

## Биография
Родился 16 сентября 1865 года в Витебской губернии в семье потомственных дворян Черниговской губернии. По вероисповеданию был православным. Окончил Псковский кадетский корпус.
31 августа 1884 года вступил на службу в Российскую императорскую армию. В 1887 году окончил Михайловское артиллерийское училище, из которого бы выпущен в 7-ю конно-артиллерийскую бригаду. 7 августа 1887 года получил чин подпоручика, со старшинством с 7 августа 1885 года. 6 августа 1889 года получил старшинство в чине поручика. В 1893 году окончил Николаевскую академию Генерального штаба по 1-му разряду. 25 мая 1893 года был причислен к Генеральному штабу с назначением в Финляндский военный округ, 30 мая 1893 года был произведён в штабс-капитаны, со старшинством с 20 мая 1893 года. С 26 ноября 1893 года по 6 декабря 1899 года был начальником строевого отдела штаба Выборгской крепости, и был переведён в Генеральный штаб. 2 апреля 1895 года получил старшинство с присвоением чина капитана. С 22 октября 1895 года по 10 января 1899 года был прикомандирован к 11-му драгунского Харьковскому полку, где с 19 ноября 1897 года по 19 ноября 1898 года он отбывал цензовое командование в должности командира эскадрона. 6 декабря 1899 года получил старшинство с присвоением чина подполковника, и был назначен начальником строевого отдела штаба Кронштадтской крепости, в этой должности Рубец находился до 8 марта 1904 года. 28 октября 1900 года он был прикомандирован в распоряжение командующего войсками Приамурского военного округа.
В 1900—1901 годах принимал участие в Китайском походе. С 19 по 23 июля 1900 года Фёдор Васильевич находился в составе Благовещенского отряда. 2 октября 1900 года был назначен штаб-офицером для поручений при управлении обер-квартирмейстера полевого штаба. 10 октября 1900 года Рубец был зачислен в состав штаба Печелийского отряда. С 19 октября того же года служил в составе полка Ивана Мрозовского для рекогносцировки к северу от Тяньцзиня и Янцуна, а с 21 октября по 8 декабря 1900 года был начальником штаба конного отряда полка Павла Мищенко. 23 октября 1900 года принял участие в бою близ деревни Цуй-хао, а 24 октября близ деревни Сяцанжана. С 6 ноября 1900 года был старшим адъютантом одного из полевых штабов. С 11 ноября 1900 года был исправляющим должность военного агента в Пекине. 18 января 1901 года был назначен штаб-офицером при управлении 2-й Восточно-Сибирской стрелковой бригады. С 20 февраля 1901 года Фёдор Рубец состоял в распоряжении генерал-лейтенанта Александра Линевича. 2 мая 1905 года после демобилизации управления Фёдор Васильевичем был откомандирован в Кронштадт. С 27 мая по 29 сентября 1903 года с целью ознакомления с общими требованиями по управлению и ведению хозяйства в кавалерийском полку Рубец был прикомандирован к лейб-гвардии Драгунскому полку. 6 декабря 1903 года «за отличие» получил старшинство с присвоением в чине полковника. С 8 марта 1904 года по 17 июля 1907 года был начальником штаба в 23-й пехотной дивизии. С 17 июля 1907 года по 22 января 1911 года был начальником 3-й кавалерийской дивизии. С 12 мая по 13 июля 1909 года был прикомандирован к артиллерии, а с 1 по 19 августа был прикомандирован к пехоте. С 22 января 1911 года по 16 августа 1914 года был командиром 7-го драгунского Кинбурнского полка. 14 апреля 1913 года «за отличие» получил старшинство с присвоением в чине генерал-майора и был назначен командующим тем же полком.
Принимал участие в Первой мировой войне. С 16 августа по 7 сентября 1914 года был командиром 1-й бригады 14-й кавалерийской дивизии, а с 7 сентября 1914 года по 8 октября 1915 года был командиром 2-й бригады в 7-й кавалерийской дивизии. Принимал участие в походе в Галицию. 2 августа 1914 года во время боя близ деревни Торки получил ранение в левое плечо, а 21 ноября того же года во время боя близ деревень Тарнава и Обыднюв в результате гололедицы получил травму левой ноги. Помимо этих травм, Рубец также был контужен в левую часть головы. Из-за состояния здоровья состоял в резерве чинов при штабе Киевского военного округа. По состоянию на 3 января 1917 года находился в том же резерве чинов. Затем он был командирован для прохождения службы в Главном управлении Генерального штаба. 1 декабря 1916 года Фёдор Васильевич Рубец получил разрешение носить фамилию Рубец-Масальский. До 21 апреля 1917 года был начальником штаба Петроградского военного округа. 2 апреля 1917 года на основании 49-й и 54-й статей Георгиевского статута был произведён в генерал-лейтенанты. 21 апреля 1917 года был назначен в распоряжение начальника Генерального штаба. 29 января 1918 года был назначен в распоряжение начальника штаба Кавказского фронта.

## Награды
Фёдор Васильевич Рубец-Масальский был удостоен следующих наград:
- Орден Святого Георгия 4-й степени (19 мая 1915) — «за стойкость, мужество и распорядительность, проявленные в боях 9 и 10 ноября 1914 г. у д. Кошице, благодаря коим, несмотря на повторные атаки противника, были удержаны высоты, обезпечивавшие безпрепятственную переправу сзади следовавших частей пехоты через р. Вислу, и была устранена опасность атаки противником фланга соседней армии»;
- Георгиевское оружие (11 апреля 1915) — «за то, что, будучи начальником отдельного кавалерийского отряда, силою в 12 эскадронов и сотен, 6 орудий и 4 пулемёта, и имея задачей выяснить движение колонн противника за р. Вислок, пункты переправ их через р. Вислу и, в случае обнаружения значительных сил противника, задерживать его всеми средствами, действуя на местности и при обстоятельствах исключительной трудности, отважной разведкой с боем с 23 и до вечера 25 октября 1914 г. добыл чрезвычайно важные сведения о силах и движении противника, замедлил его движение и тем задержал успех его операций»;
- Орден Святого Владимира 2-й степени с мечами (12 мая 1915);
- Орден Святого Владимира 3-й степени (1906);
- Орден Святого Владимира 4-й степени (1906); бант к ордену за 25 лет службы в офицерских чинах (22 сентября 1914);
- Орден Святой Анны 1-й степени с мечами (6 апреля 1915);
- Орден Святой Анны 2-й степени (1905);
- Орден Святой Анны 3-й степени (1901);
- Орден Святого Станислава 1-й степени с мечами (6 января 1915);
- Орден Святого Станислава 2-й степени с мечами (1901);
- Орден Святого Станислава 3-й степени (1895).